# بازگشت (فیلم ۲۰۰۳)
بازگشت (به روسی: Возвращение) فیلمی روسی ساختهٔ آندری زویاگینتسف در سال ۲۰۰۳ است. داستان فیلم داستان دو پسر بچه‌است که پدر آن‌ها پس از ۱۲سال باز می‌گردد و می‌خواهد آن‌ها را برای سه روز به گردش ببرد. این فیلم در جشنوارهٔ فیلم ونیز برندهٔ جایزهٔ شیر طلایی شد.

## داستان
مردی پس از دوازده سال به خانه بازمی‌گردد؛ جایی که همسرش با دو پسر خود (وانیا و آندره) زندگی می‌کند. بچه‌ها هیچ شناختی از پدر ندارند و حتی نمی‌دانند او در این مدت کجا بوده و از کجا بازگشته. پسر بزرگتر (آندره) از بودن پدر خوشحال است و تلاش می‌کند رضایت او را جلب کند. اما پسر کوچکتر (وانیا) مشکوک است و اعتمادی به مرد تازه‌وارد ندارد. پدر اصرار دارد بچه‌ها را برای دو سه روز به سفری تفریحی ببرد. در میان راه مدام تنش‌هایی میان وانیا و پدر درمی‌گیرد. پدر مردی کم حرف و مرموز و خشن است و بچه‌ها را وادار به خشونت، کتک کاری، نوشیدن الکل و کارهای سخت می‌کند. او آن‌ها را به جزیره‌ای متروک می‌برد و اصرار دارد آن‌ها از برجکی بالا بروند. وانیا امتناع کرده و تن به خواسته‌های پدر نمی‌دهد. سرانجام طی پدر به دنبال او آمده و از برج سقوط کرده می‌میرد.

## بازیگران
- ولادیمر گالین در نقش آندره
- ایوان دوبرونراوو در نقش وانیا
- کونستانتین لاوروننکو در نقش پدر
- ناتالیا ودونیا در نقش مادر

## جوایز
- جشنواره فیلم ونیز: شیر طلایی و برنده عنوان بهترین فیلم سال
- جشنواره بین‌المللی پالم: برندهٔ جایزهٔ بهترین فیلم خارجی
- مراسم گلدن گلوب: بهترین فیلم خارجی زبان